# Bagley, Minnesota
Bagley är administrativ huvudort i Clearwater County i Minnesota. Orten har fått sitt namn efter timmerkarlen Sumner Bagley. Enligt 2010 års folkräkning hade Bagley 1 392 invånare.